# Takako Tezuka
Takako Tezuka (手塚 貴子 Tezuka Takako?), född 6 november 1970, är en japansk tidigare fotbollsspelare.
Takako Tezuka debuterade för japans landslag den 7 mars 1986 i en 0–2-förlust mot Taiwan. Hon spelade 41 landskamper för det japanska landslaget. Hon deltog bland annat i fotbolls-VM 1991.